# Accademia di studi italo-tedeschi
L'Accademia di studi italo-tedeschi (in tedesco Akademie Deutsch-Italienischer Studien) di Merano, precedentemente denominata Alleanza culturale italo-tedesca per l’Alto Adige e, successivamente, Istituto Culturale italo-tedesco, è un'associazione no-profit fondata nel 1949 con l’intento di creare un ponte di dialogo scientifico e culturale e di far crescere un terreno comune di scambi e reciproca comprensione tra le aree linguistiche italiana e tedesca. L'Accademia organizza conferenze internazionali, simposi, seminari, letture, mostre e concerti, e ospita studenti e ricercatori. L’attività convegnistica è documentata in due collane di pubblicazioni nonché in due volumi pubblicati da altre case editrici. Inoltre, l’Accademia è sede redazionale della rivista trilingue eudia. 
Nei primi decenni di attività, le iniziative si sono focalizzate sull'ambito delle discipline umanistiche  (filosofia, lettere, storia, pedagogia); tuttavia, negli anni, l’ambito tematico si è esteso all'economia, al diritto e al dialogo fra i saperi umanistici e le scienze naturali e tecnologiche. Quale espressione dell'area tematica legata al diritto, è stata fondata, nel 2016, la piattaforma universitaria EUPHUR (Euregio Platform on Human Dignity and Human Rights), la cui attività è incentrata sui diritti umani e il loro sostrato etico.

## Sede
A partire dal 1993, l'Accademia ha sede nella Schwalbenvilla-Villa San Marco, realizzata tra il 1894 e il 1895 dall'architetto austriaco Alexander Graf, e situata in Via Franz Innerhofer 1 a Merano.

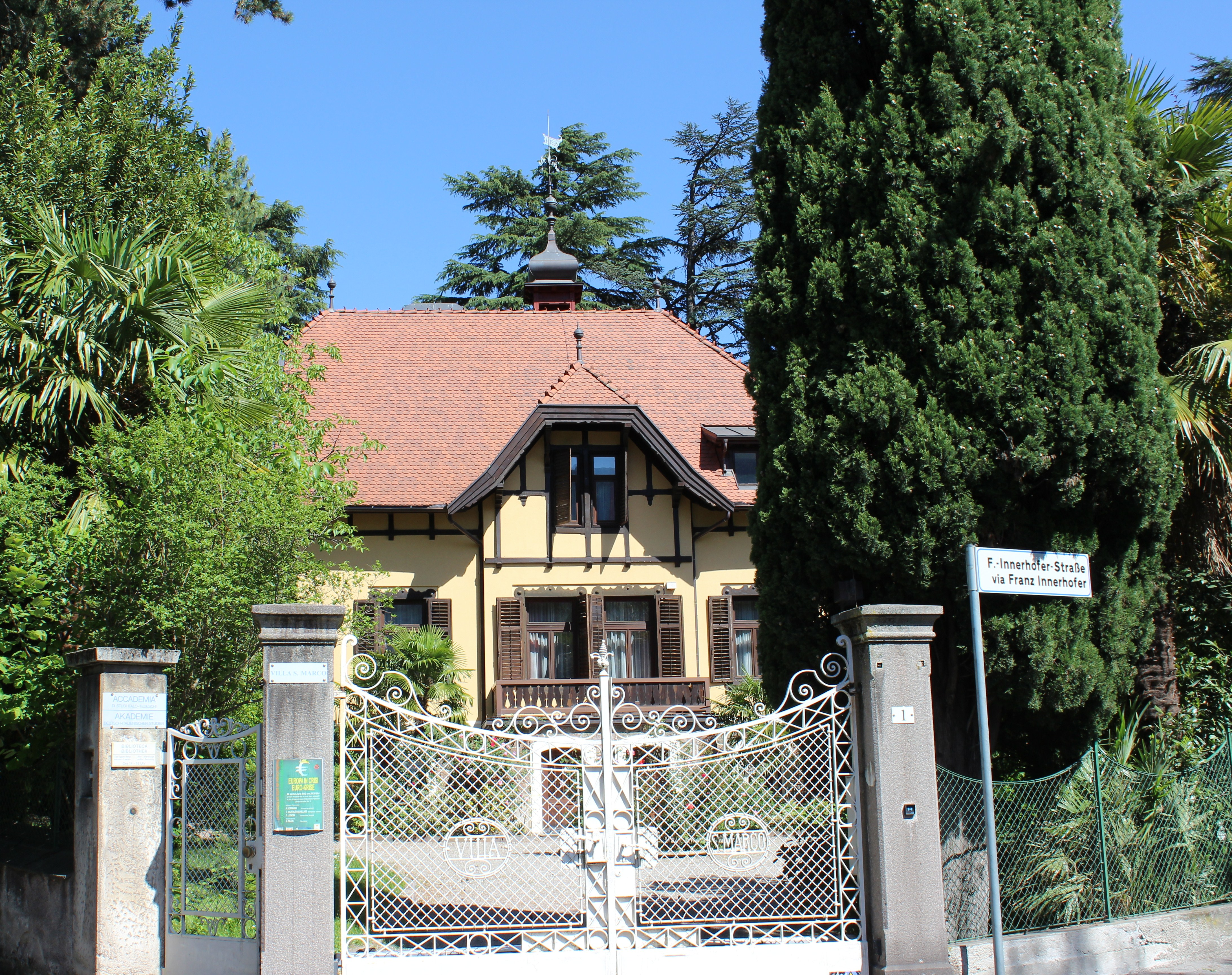
Villa San Marco-Schwalbvenvilla, Via Innerhofer 1, Merano

## Presidenti e vicepresidenti
Dal 1959 in poi, l’Istituto culturale prima, e l’Accademia poi, sono stati diretti da Luigi Cotteri e da suo figlio Roberto, mentre alla presidenza e alla vicepresidenza si sono succeduti personaggi di spicco quali Michele Federico Sciacca, Hans Rheinfelder,  August Buck, Franco Valsecchi, Armando Rigobello, Guntram A. Plangg, Luigi Vittorio Ferraris, Christian Smekal.
Nel 2016, la presidenza dell'Accademia è stata assunta da Cuno Tarfusser, già giudice presso la Corte penale internazionale all'Aia.